# 10878 Moriyama
10878 Moriyama (1996 VV) là một tiểu hành tinh vành đai chính được phát hiện ngày 3 tháng 11 năm 1996 bởi Y. Ikari ở Moriyama. Nó được đặt tên cho thành phố Nhật Moriyama.